# Луизи, Паулина
Паулина Луизи (22 сентября 1875, Колон, Энтре-Риос, Аргентина — 16 июля 1950, Монтевидео, Уругвай) была лидером феминистского движения в Уругвае. В 1909 году она стала первой уругвайкой, получившей медицинское образование, и она активно выступала за половое воспитание в школах. Луизи представляла Уругвай на международных женских конференциях и путешествовала по Латинской Америке и Европе. Она также была первой латиноамериканкой, принявшей участие в Лиге Наций, и стала одной из её самых влиятельных первых активисток.

## Биография
Паулина Луизи родилась в Аргентине в 1875 году. Её мать, Мария Тереза Жозефина Яницки (Maria Teresa Josefina Janicki), имела польское происхождение, а её отец, Анхель Луизи (Angel Luisi), предположительно имел итальянское происхождение. Вскоре после её рождения семья переехала в Уругвай. У Луизи также было две сестры, Клотильда Луизи, первая юристка в Уругвае, и Луиза Луизи, известная поэтесса.
Луизи черпала вдохновение и получала безраздельную поддержку от своих родителей. Мария призвала Луизи осуществлять свои мечты, несмотря на социальные ограничения, наложенные на женщин в начале XX века. Отец, педагог и социалист, привил ей «неудержимое стремление к справедливости и свободе». Вслед за отцом Луизи на протяжении всей жизни была социалисткой, интересовавшейся вопросами реформы морали.

## Медицинское образование и преподавание
Луизи получила степень бакалавра и окончила медицинский факультет Университета Республики Уругвай в 1899 году. В 1908 году она стала первой женщиной-врачом и хирургом Уругвая. Она стала руководительницей гинекологической клиники медицинского факультета Национального университета в Монтевидео. В 1907 году в Уругвае было всего четыре женщины-врача и триста пять врачей-мужчин. Число женщин-врачей постепенно росло. Луизи писала медицинские статьи на самые разные темы: от профилактики сопутствующих заболеваний, гигиены, евгеники, школ под открытым небом, наследственных качеств и социальных болезней до «торговли белыми рабынями», проституции, венерических заболеваний и прав матери.

### Половое просвещение
В 1916 году Луизи выступила с программной речью перед Первым Панамериканским детским конгрессом, уделив особое внимание социологии и образованию женщин и детей в Латинской Америке. В речи Луизи выступила за обязательные программы сексуального здоровья (sex-health) в системе государственных школ от начальной до средней школы, а также за женское право голоса. Она определила половое воспитание как педагогический инструмент, позволяющий научить человека подчинять сексуальные влечения воле информированного, добросовестного и ответственного разума. Занятия по половому воспитанию подчёркивали бы необходимость силы воли и самодисциплины, регулярных умеренных физических упражнений для сжигания сексуальной энергии и помогали бы избегать сексуально стимулирующих развлечений. В отличие от полового воспитания, занятия по санитарному просвещению должны были быть больше сосредоточены на научных аспектах воспроизводства видов, естественной истории, анатомии, личной гигиене и профилактике венерических заболеваний.
Из-за этих предложений Луизи назвали анархисткой и революционеркой. Её также обвинили в том, что она захотела растить из учеников будущих проституток.
В 1944 году её предложения по обучению сексуальному здоровью были включены в систему государственных школ Уругвая.
Луизи считала, что "мужчина и женщина — не что иное, как две формы одного и того же существа, наделённые лишь теми различиями, которых требует сохранение вида. Таким образом, в её понимании различия в анатомии не диктовали мужчине и женщине разные роли. Луизи также работала учительницей в Женском педагогическом колледже и выступала за включение гигиены в число предметов, преподаваемых будущим учителям. Её лекции и аргументы были специально разработаны для того, чтобы ввести профилактику в качестве предмета в учительскую программу подготовки.

## Феминистское влияние
На Луизи оказала сильное влияние англичанка Жозефин Батлер, известный реформатор морали XIX века. Её борьба против Закона об инфекционных заболеваниях 1864 года и основание Международной аболиционистской федерации в Женеве для сдерживания торговли белыми рабами служили постоянным источником вдохновения для Луизи.
Феминистские идеи Луизи основывались и на других движениях начала XX века. Когда Луизи была ещё студенткой, аргентинская либеральная феминистка Петрона Эйле (Petrona Eyle) написала ей как президент Universitarias Argentinas (Аргентинская ассоциация женщин с университетским образованием, связанная с Американской ассоциацией женщин с университетским образованием), призвав присоединиться к организации. В письме от 1 мая 1907 года Эйле призвала Луизи и её коллег-женщин по университету создать уругвайское отделение Universitarias, заявив, что «хотя вас сейчас не так много, вы всегда будете ядром, вокруг которого соберутся другие».

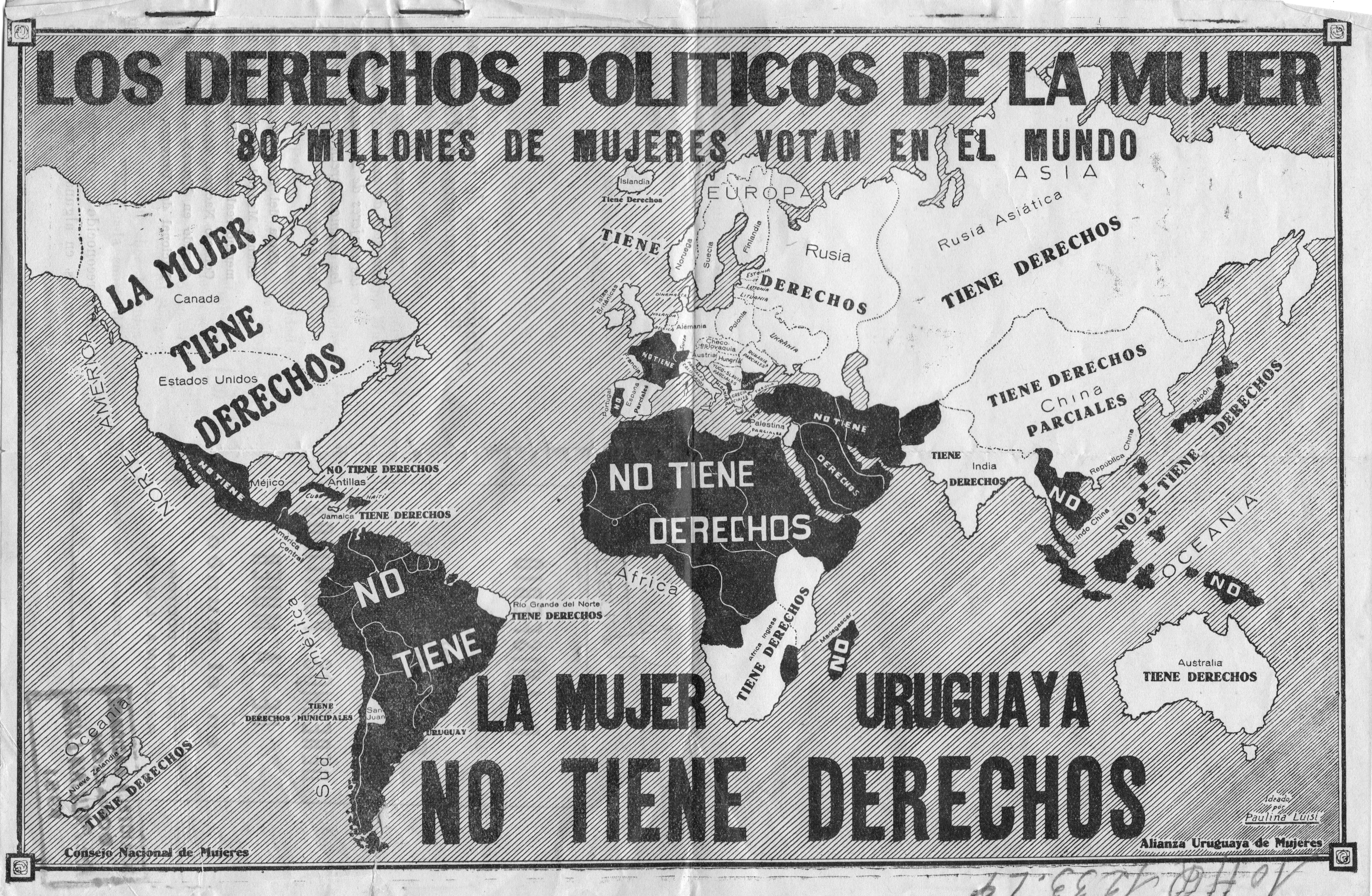
Карта, включённая в буклет Планисфера, показывающая текущее положение политических прав женщин в мире 1929 года, на которой Луизи подробно описывает ситуацию с избирательными правами женщин в разных странах мира.

Похоже, что Луизи и другие приняли это приглашение и присоединились к своим аргентинским коллегам в 1907 году. Важным событием с точки зрения включения Луизи в панамериканские сети либеральных феминисток и её продвижения к лидерству в уругвайском либеральном феминизме было её участие в Женском конгрессе (Congreso Femenino), проходившем в Буэнос-Айресе в 1910 году. Там она познакомилась с известными аргентинскими феминистками, такими как Алисия Моро де Хусто и Сесилия Жерсон. Организованная Universitarias конференция собрала более 200 женщин, представляющих Аргентину, Уругвай, Перу, Парагвай и Чили. Вполне вероятно, что на этой конференции Луизи впервые вступила в контакт со многими лидерами (или будущими лидерами) либерального феминизма в Южной Америке, и эти дружеские отношения и знакомства продолжались десятилетия спустя. Поездки в Европу принесли ей знакомство с такими женщинами, как Гения Аврил де Сен-Круа, президентом комитета морального единства Международного совета женщин, и Жюли Зигфрид, президентом французского Национального совета женщин.

## Феминистский активизм в Уругвае и Америке

### Уругвайский феминизм
До феминистской активности Луизи в Уругвае не было организованных движений за права женщин, несмотря на прогрессивную позицию страны в отношении социального законодательства в начале XX века. В качестве представительницы Уругвая на заседании Первого Панамериканского научного конгресса в 1915 году Луизи помогла основать Панамериканскую вспомогательную организацию женщин (Pan-American Women’s Auxiliary), которая выступала за «социальное и экономическое улучшение» женщин и детей. После этого Луизи обратила внимание на развитие женских организаций в своей родной стране.
Луизи вместе с Изабель Пинто де Видаль и Франсиской Беретервиде в 1916 году основала Consejo Nacional de Mujeres (CONAMU), филиал Международного совета женщин в Уругвае. Луизи стала основательницей и главным редактором бюллетеня CONAMU Acción Femenina (Женское действие). Бюллетень в первую очередь был посвящён темам, касающимся женских ценностей и равенства. В издании 1917 года Луизи опубликовала своё определение феминизма, заявив, «… что женщина — это нечто большее, чем материал, созданный, чтобы служить мужчине и подчиняться ему, как рабыня, что она больше, чем машина для производства детей и ухода за домом; что женщины обладают чувствами и интеллектом, что их миссия состоит в том, чтобы увековечить род, и это должно быть сделано не только с помощью внутренностей и грудей, это должно быть сделано с умом и сердцем, готовностью быть матерью и воспитательницей, что она должна быть партнёром и советником мужчины, а не его рабыней». CONAMU сосредоточился на социальных проблемах, включая женское социальное обеспечение и образование, условия работы, алкоголизм и равные моральные стандарты.
Луизи также была активной сторонницей работающих женщин. Она создала два первых женских профсоюза, существовавших в Уругвае — Unión de Telefonistas (Союз телефонных операторов) и Costureras de sastrerias (Швеи из ателье). Луизи работала с Unión de Telefonistas, чтобы улучшить условия труда, и благодаря её участию количество телефонов, с которыми приходилось работать, снизилось со ста до восьмидесяти на человека. Уругвайцы стали придавать значение идее женского избирательного права в 1910-х годах, и в 1919 году Луизи основала Alianza de Mujeres para los Derechos Femeninos (Альянс женщин за права женщин), который был связан с Международным альянсом избирательного права женщин. Alianza оказала давление на выборных должностных лиц, чтобы они ввели политические права женщин. Alianza тесно сотрудничала с депутатом Алфео Брумом, чтобы заставить конгресс принять закон, разрешающий женщинам голосовать на муниципальном уровне, чтобы женщины могли выполнять свой «законный социальный долг по оказанию услуг в различных областях общественного благосостояния». Законопроект не прошёл. Из-за того, что вопрос с избирательным правом застопорился, через четыре года после своего создания Alianza расширила свою повестку, включив в неё экономические и гражданские женские права.

### Панамериканский феминизм
Помимо борьбы за права женщин в Уругвае, Луизи стремилась создать панамериканское феминистское движение, которое принесло бы пользу странам Америки. Она также хотела добиться равенства во всем мире. Луизи поехала в Соединённые Штаты в надежде, что американские феминистки помогут развить панамериканский феминизм, но разочаровалась из-за презрения американок к южноамериканкам. Только после начала Второй мировой войны Луизи снова выступила за «сестринские отношения» между американскими и латиноамериканскими феминистками. Деятельность Луизи получила международное признание и была популярна в Латинской Америке. В 1947 году Primer Congreso Interamericano de Mujeres (Первая межамериканская женская конференция) в Гватемале почтила память Луизи, признав её матерью межамериканского феминизма.

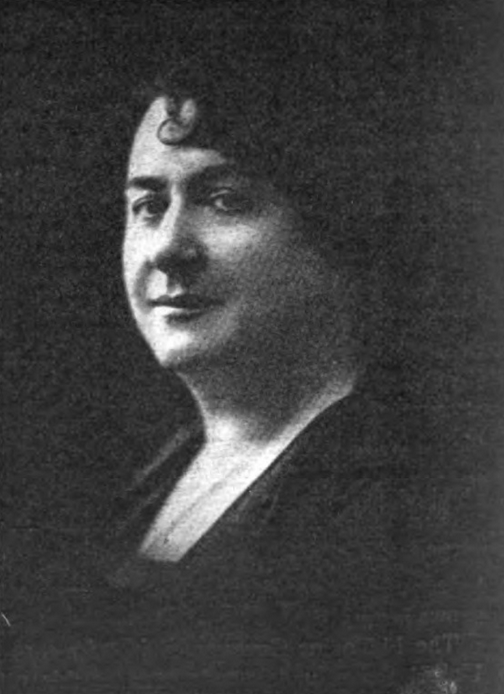
Паулина Луизи (1919)

### Radio Femenina
Паулина Луизи также была активна на общественных радиостанциях Латинской Америки. В 1930-х годах Луизи принимала уругвайская радиостанция Radio Femenina. В эфире Луизи призывала феминисток оставаться активными, потому что только женщины могут изменить ситуацию в качестве посредников и миротворцев. Луизи была крайне влиятельной, поскольку радио позволяло ей свободно высказывать своё мнение и выходить за пределы Аргентины и Уругвая. Выступления создали ей среди феминисток образ зрелой авторитетной женщины. Важной вехой в её работе были уругвайские выборы 1942 года, когда Луиза призвала женщин голосовать, чтобы доказать, что женщины достойны своего гражданства. В позднем возрасте в 1940-х годах Луизи стала известна как Ла Абуэла (Бабушка) — прозвище отражало идеалы материнства, связанные с феминизмом.

## Работа Лиги Наций над секс-торговлей
Луизи была делегаткой правительства Уругвая в Комиссии Лиги Наций по защите детей и молодёжи, где взяла на себя борьбу с незаконной секс-торговлей. Она также была членом Технической комиссии и отвечала за изучение вопроса торговли женщинами.
Опыт Луизи в области медицины, где она была свидетельницей женских проблем с сексуальным здоровьем, таких, как инфекции, побудил её принять участие в борьбе с проституцией. Луизи считала проституцию актом, унизительным для всех женщин, независимо от их национальной принадлежности. Проституция становилась все более серьёзной проблемой в Латинской Америке и во всем мире, женщин часто принуждали вести подобный образ жизни. Луизи рассматривала проституцию как результат экономических трудностей и видела связь между проституцией и низкой заработной платой.
Знаменитая речь Луизи «Торговля белыми рабынями и проблема регулирования» в Университете Буэнос-Айреса в 1919 году привела к созданию Аргентино-уругвайского аболиционистского комитета. Усилия Луизи также были замечены в Аргентине, где она сотрудничала с муниципальным советом, который разработал законы, помогающие проституткам, ищущим реабилитацию. Законы предусматривали возможности трудоустройства, правовую защиту и общежития.
Интерес к сексуальному здоровью также привёл Луизу к участию в Лиге Наций в Комитете по торговле женщинами и детьми. Луизи сильно повлияла на изначальную конвенцию против трафикинга. В 1934 году Луизи и Национальный совет женщин Уругвая приняли Детский кодекс. Закон обеспечивал защиту беременных женщин, предоставлял защиту детям с рождения и решал проблемы незаконнорождения.
Для Луизи было важным сдерживание проституции, распространения венерических заболеваний, защита будущего человечества и превращение материнства из царства похоти в царство родителя и опекуна рода человеческого.